# Varetz
Varetz é uma comuna francesa na região administrativa da Nova Aquitânia, no departamento de Corrèze. Estende-se por uma área de 20,38 km². Em 2010 a comuna tinha 2 481 habitantes (densidade: 121,7 hab./km²).